# Conor Leahy
Conor Leahy, né le 16 avril 1999 à Perth, est un coureur cycliste australien, spécialiste de la piste.

## Palmarès sur piste

### Jeux olympiques
- Paris 2024
  -  Champion olympique de poursuite par équipes

### Coupe du monde
- 2018-2019
  - 3e de la poursuite par équipes à Hong Kong

### Coupe des nations
- 2022
  - 1er de la poursuite par équipes à Milton (avec Graeme Frislie, James Moriarty et Josh Duffy)
- 2024
  - 2e de la poursuite par équipes à Adélaïde

### Jeux du Commonwealth
| Édition / Épreuve | Poursuite individuelle | Poursuite par équipes |
| Birmingham 2022   | Bronze                 | Bronze                |

### Championnats d'Océanie
| Édition / Épreuve | Poursuite individuelle | Poursuite par équipes | Américaine | Omnium |
| Cambridge 2017    | Bronze                 | Bronze                |            |        |
| Adélaïde 2018     | Or                     |                       | Bronze     |        |
| Invercargill 2019 | Or                     | Or                    | 10e        |        |
| Brisbane 2022     | Argent                 | Or                    | Or         |        |
| Brisbane 2023     |                        | Or                    |            | Bronze |
| Cambridge 2024    |                        | Argent                |            |        |

### Championnats d'Australie
- 2017
  - 3e de l'américaine
- 2018
  - 2e du kilomètre
  - 3e de la poursuite par équipes
- 2019
  - 2e de l'américaine
- 2020
  -  Champion d'Australie de poursuite
  -  Champion d'Australie d'omnium
  - 3e de la course aux points
- 2021
  -  Champion d'Australie de poursuite
- 2022
  -  Champion d'Australie de poursuite
  -  Champion d'Australie de l'américaine (avec Josh Duffy)
- 2023
  -  Champion d'Australie de poursuite
  - 2e de la course aux points
- 2024
  -  Champion d'Australie de poursuite
  -  Champion d'Australie de poursuite par équipes
  -  Champion d'Australie de course aux points

## Palmarès sur route
- 2020
  - 2e du championnat d'Australie du critérium espoirs
- 2021
  - 2e du championnat d'Australie du contre-la-montre espoirs
- 2022
  - 3e du championnat d'Australie du contre-la-montre

### Classements mondiaux
| Année                                 | 2021  | 2022 | 2023  | 2024  |
| ------------------------------------- | ----- | ---- | ----- | ----- |
| Classement mondial                    | 1607e | 984e | 3092e | 2490e |
| UCI Oceania Tour                      | 53e   | 59e  | nc    | nc    |
|                                       |       |      |       |       |
| Légende : nc = non classéSource : UCI |       |      |       |       |